# Papaipema inquaesita
Papaipema inquaesita är en fjärilsart som beskrevs av Augustus Radcliffe Grote och Robinson 1868. Papaipema inquaesita ingår i släktet Papaipema och familjen nattflyn. Inga underarter finns listade i Catalogue of Life.